# Chromatoiulus leucadius
Chromatoiulus leucadius är en mångfotingart som beskrevs av Carl Graf Attems 1929. Chromatoiulus leucadius ingår i släktet Chromatoiulus och familjen kejsardubbelfotingar. Inga underarter finns listade i Catalogue of Life.